# Pannus (nuage)
Pour les articles homonymes, voir Pannus.
En météorologie, les pannus désignent des lambeaux de nuages déchiquetés qui apparaissent au-dessous d'un autre nuage et qui peuvent se souder avec lui. Ils sont une espèce particulière de stratus et de cumulus fractus qui peuvent parfois former une couche continue. 
On les retrouve souvent sous des nuages à fort mouvement vertical comme les cumulonimbus. Dans les remarques associées au rapport d'observation METAR, on retrouvera la remarque scud pour stratocumulus under deck, signifiant stratocumulus fragmenté sous la base du nuage principal. 

## Formation
Les pannus se forment quand de l'air frais descendant des nuages convectifs, comme les cumulus bourgeonnants ou les cumulonimbus, rencontre de l'air chaud et très humide près du sol. Il abaisse la température de l'air et le soulève ce qui cause sa saturation. On assiste alors à la formation des nuages épars sous la base du nuage mais qui ne le touchent pas. Ces derniers vont en général se déplacer avec le front de rafales, plus rapidement que le nuage au-dessus d'eux, et peuvent former un arcus quand ils atteignent la bordure avant d'un orage. 
Les pannus peuvent également se former dans le courant ascendant du nuage convectif où l'air humide s'élève vers sa base. Ils vont alors parfois se déplacer latéralement. Ces pannus peuvent s'agglomérer autour d'un courant ascendant en rotation pour former un mur de nuages souvent associé avec la formation d'une tornade.

## Historique
Les nimbostratus étaient autrefois appelés nimbus et les nuages effilochés en dessous (pannus) étaient appelés fracto-nimbus.